# Antônio de Siqueira Campos
Antônio de Siqueira Campos (Rio Claro, 18 de maio de 1898 — Uruguai, 10 de maio de 1930) foi um militar e político brasileiro. Participou da Revolta dos 18 do Forte de Copacabana, em julho de 1922, sendo um dos militares que marcharam na Avenida Atlântica, na orla marítima de Copacabana, em direção a cerca de 3.000 soldados legalistas e que, após intenso tiroteio em um combate desigual, acabaram sendo derrotados em frente à Rua Barroso, na altura do Posto 3 de Copacabana. A maioria dos revoltosos morreu, somente sobrevivendo alguns praças e os tenentes Siqueira Campos e Eduardo Gomes.  
O ex-militar fez parte do chamado Movimento Tenentista, que visava romper com vícios da política brasileira da época, em que grupos elitistas de caráter oligáquico se perpetuavam no poder. Após um período de exílio, o tenente Siqueira Campos participou ativamente, como um dos seus principais líderes, da famosa Coluna Prestes entre 1924 e 1927. Durante mais de três anos, a Coluna percorreu o interior do Brasil no prosseguimento da luta para derrubar a República Velha, que viria a cair em outubro de 1930, com a ascensão de Getúlio Vargas ao poder.  

## Homenagens
Na década de 1930, a Rua Barroso, onde ocorreu o confronto final da Revolta do Forte, foi rebatizada com o nome de Rua Siqueira Campos, como é conhecida ainda hoje. Na esquina dessa rua com a Avenida Atlântica, foi erigida, em 1974, uma enorme estátua de bronze representando o tenente no momento em que recebeu o tiro que o derrotou no confronto. Em 2002, uma estação de metrô com acesso ao local foi batizada também como Siqueira Campos.
   

Na capital de São Paulo, seu nome batiza o Parque Tenente Siqueira Campos, mais conhecido como "Parque Trianon" ou "Parque do Trianon". Também o nome de Siqueira Campos foi dado a chamada Praça do Relógio, construída em 1930, localizada no município de Belém do Pará. Consiste de quatro luminárias em um relógio central importado da Inglaterra à época de sua construção. Em Pouso Alegre, Minas Gerais, o estádio do 14º Grupo de Artilharia de Campanha (14º GAC) recebe o nome de Estádio Siqueira Campos. 

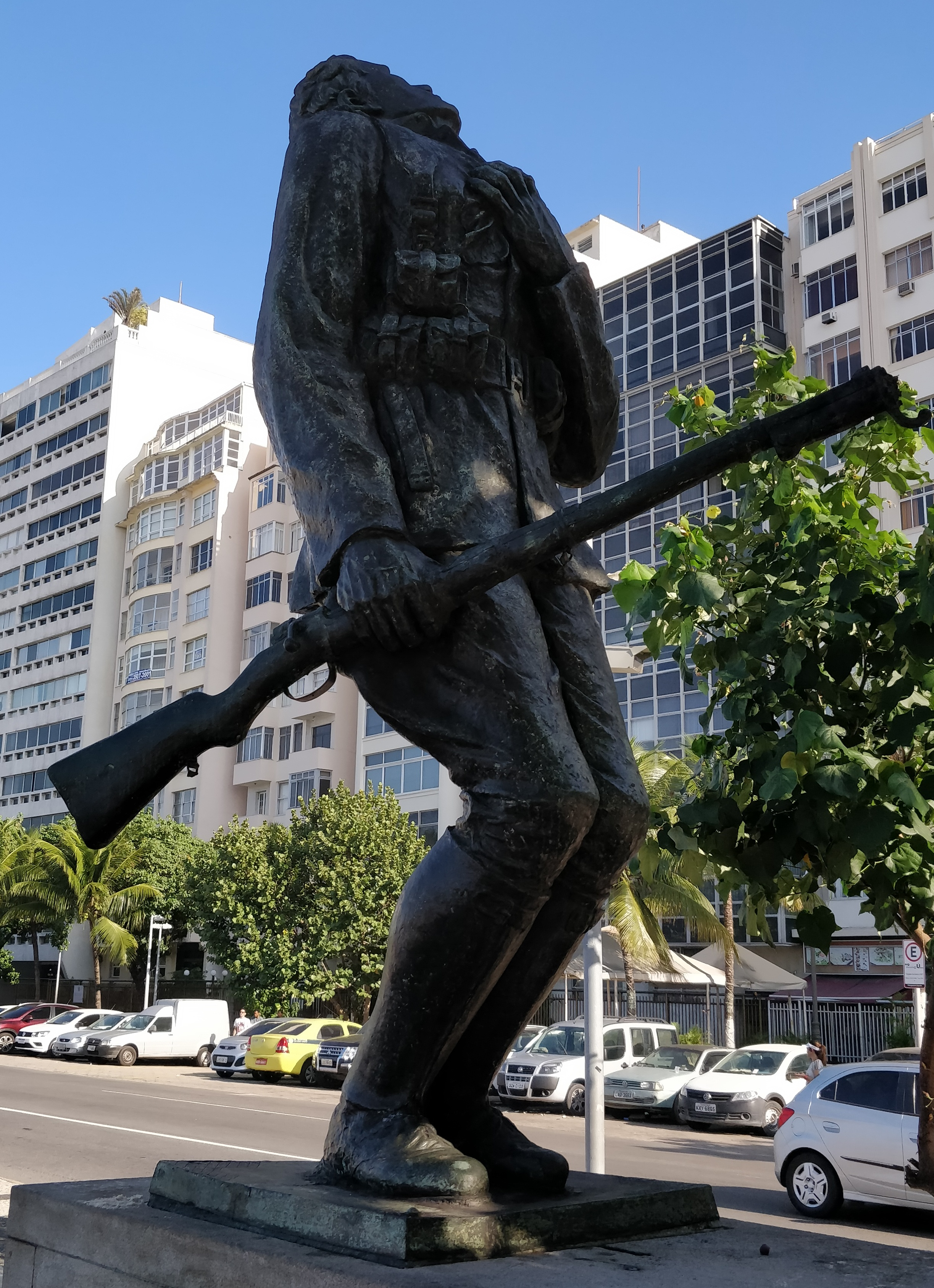
Estátua de Siqueira Campos na Praia de Copacabana

No Paraná, seu nome batizou uma cidade no nordeste do estado, por ocasião da emancipação política daquele município. O nome teria sido alterado de Colônia Mineira para Siqueira Campos devido ao decreto nº 323 de 5 de novembro de 1930, publicado pelo interventor federal Mário Tourinho, nomeado após a Revolução de 30.

## Morte
O tenente Siqueira Campos faleceu em um acidente aéreo, quando retornava do Uruguai ao Brasil, em maio de 1930, antes da Revolução de 1930, quando sua aeronave caiu no Rio da Prata. Segundo Alzira Vargas, sua viagem tinha como objetivo dissuadir Luís Carlos Prestes do seu propósito de aderir publicamente ao comunismo, sendo Siqueira Campos "o único com ascendência sobre Prestes, capaz de o demover". Dizia ele: "À Pátria tudo se deve dar, sem nada exigir em troca, nem mesmo compreensão". 